# Новоселівка (Гребінківська міська громада)
Новосе́лівка — село в Україні, у Гребінківській міській громаді Лубенського району Полтавської області. Населення становить 24 особи.

## Географія
Село Новоселівка розташоване за 181 км від обласного центру, 40 км від районного центру, на лівому березі річки Сліпорід, вище за течією на відстані 2 км розташоване село Тарасівка, нижче за течією на відстані 1,5 км розташоване село Почаївка, на протилежному березі — село Сотницьке.
Відстань до адміністративного центру громади міста Гребінки становить 13 км і проходить автошляхом Т 1708 та частково E40, із яким збігається М03. Найближча залізнична станція Гребінка (за 14 км).

## Історія
Великокручанська маєтність, заснована Свічками в кінці XVII століття побіля греблі через Удай з її млинами, була невеличкою за розмірами (город та луки біля греблі).
У 1714 році Василь Леонтійович Свічка що маєтність відписав своїй дочці Домнікії Василівні, одруженій з Ільком Андрійовичем Александровичем. З 1735 року маєтком володіли їхні сини.
Значно розширив Великокручанську маєтність шляхом купівлі земельних ділянок старший їхній син Григорій Ількович Александрович. Освоював ці придбання середній син Ілька Андрійовича — Іван Ількович, що заснував хутір на річці Сліпороді, який називався спочатку хутором Александровичів, згодом — Сліпорідським, а приблизно з 1820 року — Новоселівкою.

Згадка про цей хутір була знайдена в архіві Великокручанської церкви, виписки із якого є в статті «Село Великая Круча (Пирятинского уезда) и его церковь» («Полтавские спархиальные ведомости» № 9 за 1883 рік):
«В 1771 г. приход увеличивается вновь основанным хутором господина Александровича».
У 1774 році в цьому хуторі мешкало посполитих 56 осіб чоловічої статі і 49 осіб жіночої статі, а в 1859 році тут мешкало 44 особи чоловічої та 59 жіночої статі. Кількісний ріст населення в хуторі затримувався, очевидно, з тієї причини, що володарі його всю свою увагу зосередили на розвиткові своєї головної маєтності — Великокручанської, яка була тоді в стадії розвитку, та і земель біля Новоселівки було обмаль.
У 1835 році в хуторі мешкали селяни з прізвищами: Бузак, Голод, Колісник, Тесленко, Чухно, а до 1852 року додалися ще інші прізвища: Кравченко, Куча, Римар, Хоменко.
До реформи 1861 року в хуторі було 20 дворів (господарств), із яких три господарства було «тяглих» (тобто ті, які мали коней або волів) і 17 господарств піших», які не мали ні коней, ні волів. В їхньому користуванні було 91,32 десятини поміщицької землі, 9,32 присадибної та 82 десятини польової.
До загальної кількості присадибної землі входило 3,55 десятини вигонної землі, яка знаходилася в загальному користуванні селян і поміщика. І, таким чином, суто присадибної землі у селян було 5,77 десятини. За реформою ця ж кількість землі (3,55 дес., 482 дес. відповідно) підлягала викупу селянами у володарки Новоселівки Марії Давидівни Александрович (за другим шлюбом Корсунової) з щорічною сплатою 2 карбованці 50 копійок за одну десятину польової землі і 5 карбованців 10 копійок за одну десятину присадибної.
Земельна реформа сприяла і росту населення в Новоселівці: у 1896 році налічувалось 32 домогосподарств та 181 осіб (89 осіб чоловічої та 92 особи жіночої статі).
Після шлюбу у 1856 році єдиної доньки Марії Давидівни Варвари Ананіївни Александрович з Володимиром Андрійовичем Стороженком і передачі (у 1865 році) всієї спадщини матері у володіння дочки — Великокручанською маєтністю і землями хутора Новоселівка до самої революції володіли Стороженки.
Останнім володарем Велико-Кручанської економії з хутором Новоселівкою був Стороженко Микола Володимирович. Він розширив Новоселівське своє володіння до 370 десятин, купивши трохи землі у поміщика Євдощенка. Ця земля була зі спадщини козацьких старшин Сулимів.

У своїх мемуарах «З мого життя» він розповідає про останні крюки свого господарювання:
«Побачивши, що розжеврюється полум'я революції та що через те довідуватися до Кручі мені становиться усе важче, рішив я здати в оренду Великокручанську економію із хуторами Новоселівкою, Скочак та Мала Круча тому самому чернігівському панові Андрієві Андрійовичу Раковичу, що держав у мене на оренді скільки років хутір Мар'янівка (в Мар'янівці він володів не всією землею, а лише — «Сулимівським степом», у садибі якого потім була Мар'янівська МТС, сільгоспбуд — Прим, авт.) Бо володів він Шрамківською цукроварнею. Поставив він свого управляючого... Проте революційні події розвивалися так швидко, що ми не встигали їх наздоганяти».
За переписом населення 1910 року в хуторі Новоселівці було 37 селянських домогосподарств, у яких налічувалося 87 десятин землі, мешкало 208 осіб, у 1926 році — 186, у 1939 році — 140, у 1959 році — 99, у 1972 році — 67, у 1980 році — 49, у 1990 році — 33 особи.
За адміністративно-територіальним поділом Новоселівка до 1919 року входила до складу Пирятинської волості Пирятинського повіту. У 1919—1925 роках — у складі  Ульяновської сільської ради Пирятинського району, а з 1925 року і приблизно до 1957 року — до Раковщинської (Жовтневої) сільської ради. З 1957 року село перебувало у складі Ульяновської сільської ради.
Новоселівка відносилась до парафії Іоанно-Богословської церкви села Велика Круча. Школи в селі не було.
Як в Новоселівці, так і в Скочаку займалися колгоспники і тваринництвом і рослинництвом, були ферми де утримували і корів, і волів, і коней, свиней і т. д. Були контори колгоспів і були працівники бухгалтерії, лише сільська Рада була одна на три села Ворошиловку, Новоселовку і Скочак, де головою сільської ради була Краснова Марія Костянтинівна.
17 липня 2020 року, в результаті адміністративно-територіальної реформи та ліквідації Гребінківського району, село увійшло до складу Лубенського району.

## Населення

### Мова
Розподіл населення за рідною мовою за даними перепису 2001 року:
| Мова       | Кількість | Відсоток |
| ---------- | --------- | -------- |
| українська | 22        | 91.67%   |
| російська  | 2         | 8.33%    |
| Усього     | 24        | 100%     |

## Особистості
Микола Володимирович Стороженко — вчений, історик, багато своїх праць по історії України він опублікував за свого життя. Підсумкову свою працю, мемуарний свій труд «З мого життя», він написав в еміграції в Югославії (м. Біла Церква). Але світ вона побачила уже без нього. Народився Микола Володимирович у 1862 році в селі Велика Круча, де і виріс, а потім володів Велико-Кручанською економією, до складу якої входила Новоселівка.
Навчався і закінчив Другу Київську гімназію, у 1881—1885 роках навчався на історико-філологічному факультеті Київського університету Святого Володимира, успішно закінчив його. Після чого займався дослідницькою роботою по історії України під керівництвом Антоновича В. Б. З 1889 року працював інспектором народних шкіл на Чернігівщині, у 1891—1895 роках — інспектором народних шкіл на Київщині. Потім працював директором гімназії в Києві: з 1895 по 1909 роки— 4-ї гімназії, а з 1909 по 1919 роки— 1-ї гімназії. При цьому продовжував займатися дослідженням історії України і публікувати свої статті.
У листопаді 1919 року він емігрував спочатку до Туреччини, а потім переїхав до Югославії, де займався викладацькою працею. У написаній там своїй праці «З мого життя» він розповідає не тільки про своє життя, про свою рідну Велику Кручу і сусідні з нею місця, а й про видатних людей того часу, з якими зустрічався й листувався: П. О. Куліша, М. В. Лисенка, П. Я і І. Я. Рудкевячів. В. Б. Антоновича, О. М. Лазаревського, В. П. Горленка, П. Г. Житецького та багатьох інших.
Він розповів також про отаманів Пирятинського дворянства, про голів Пирятинської земської трави і ін. Рукопис цієї праці Стороженка у 1945 році із закордону був доставлений на Україну, довго зберігався в «спецхранах», у 2005 році праця опублікована видавництвом «Либідь» (Київ).